# Erbusaig
Erbusaig (Schots-Gaelisch: Earbarsaig) is een dorp in de Schotse lieutenancy Ross and Cromarty in het raadsgebied Highland.